# Cistanche mauritanica
Cistanche mauritanica är en snyltrotsväxtart som först beskrevs av Cosson och Durieu, och fick sitt nu gällande namn av Günther von Mannagetta und Lërchenau Beck. Cistanche mauritanica ingår i släktet Cistanche och familjen snyltrotsväxter. Inga underarter finns listade i Catalogue of Life.